# Чемпионат мира по бегу по шоссе среди женщин 1984
Чемпионат мира по бегу по шоссе среди женщин 1984 года прошёл 11 ноября в Мадриде, столице Испании. На старт вышла 51 спортсменка из 20 стран мира. Были разыграны два комплекта медалей — на дистанции 10 км в личном и командном зачёте.

## Итоги соревнований
Сборная Советского Союза, изначально заявленная на чемпионат, в последний момент отказалась от участия без объяснения причин.
Маршрут соревнований проходил по городским улицам, в том числе рядом со стадионом «Сантьяго Бернабеу». Первую половину дистанции во главе забега находилась группа из 12 человек. Бремя лидерства взяла на себя британка Кэрол Брэдфорд. За 2 км до финиша она предприняла ускорение, которое смогла поддержать только Аурора Кунья из Португалии. На оставшемся отрезке Кунья была значительно быстрее и завоевала первый крупный титул в своей карьере. Её соотечественница Роза Мота выиграла борьбу за серебряную медаль, а Брэдфорд удержалась в призовой тройке и получила бронзу.
Каждая страна могла выставить до четырёх спортсменок. Сильнейшие сборные в командном первенстве определялись по сумме результатов трёх лучших участниц.

## Призёры
Курсивом выделены участницы, чей результат не пошёл в зачёт команды
| Дисциплина      | Золото                                                                 | Золото  | Серебро                                                    | Серебро | Бронза                                                       | Бронза  |
| --------------- | ---------------------------------------------------------------------- | ------- | ---------------------------------------------------------- | ------- | ------------------------------------------------------------ | ------- |
| 10 км           | Аурора Кунья Португалия                                                | 33.04   | Роза Мота Португалия                                       | 33.18   | Кэрол Брэдфорд Великобритания                                | 33.25   |
| 10 км (команды) | Великобритания · Кэрол Брэдфорд · Дебби Пил · Кэрол Хэй · Вероник Маро | 1:41.24 | Португалия · Аурора Кунья · Роза Мота · Консейсан Феррейра | 1:42.33 | США · Гейл Кингма · Джианн Лейси · Джоан Несбит · Мишель Буш | 1:43.11 |